# Omar Sharif
Omar Sharif, również znany jako Omar El-Sharif (arab. ‏عمر الشريف‎ 'Umar asz-Szarīf), właśc. Michel Jusef Dimitri Chalhoub (ur. 10 kwietnia 1932 w Aleksandrii, zm. 10 lipca 2015 w Kairze) – egipski aktor, piosenkarz, scenarzysta, producent filmowy i autor. Występował w filmach amerykańskich, brytyjskich, francuskich i włoskich, w tym Lawrence z Arabii (1962), Doktor Żywago (1965) i Zabawna dziewczyna (1968). Został opisany jako „pierwszy Egipcjanin i Arab, który podbił Hollywood”. Wziął udział w ponad stu filmach na przestrzeni 50 lat. Laureat trzech Złotych Globów, Césara dla najlepszego aktora i Złotego Lwa za całokształt swojej aktorskiej pracy.

## Życiorys

### Wczesne lata
Urodził się w Aleksandrii w Królestwie Egiptu (obecnie Arabska Republika Egiptu) w rodzinie greckokatolickiej melkickiej jako syn Claire (z domu Saada) i Jusefa Chalhouba, handlarza cennym drewnem. Chociaż większość źródeł podaje, że był pochodzenia syryjskiego i libańskiego, Sharif twierdził w wywiadach, że wszyscy jego przodkowie byli pochodzenia syryjskiego. Jego rodzina przeniosła się do Kairu, gdy miał cztery lata. W wieku dziesięciu lat uczęszczał do Victoria College, gdzie był prymusem. Jego pasją były piłka nożna, krykiet i teatr.
Ukończył British Victoria College w Kairze na wydziale matematyczno–fizycznym. Przez trzy lata pracował w rodzinnym przedsiębiorstwie zajmującym się drewnem. Studiował aktorstwo w Royal Academy of Dramatic Art w Londynie.

### Kariera
Debiutował na ekranie w roli Ahmeda w melodramacie Jusufa Szahina Walka o dolinę (Ṣira‘ Fī al-Wādī, 1954). Następnie wystąpił w roli Essama w dramacie przygodowym Jusufa Szahina Diabeł pustyni (Shaytan al-Sahra, 1954). Był amantem w egipskich melodramatach, w których grał obok żony Fatin Hamamy. W dramacie francusko–tunezyjskim Goha (1958) został obsadzony w roli tytułowej. Międzynarodową sławę, dwie nagrody Złotego Globu i nominację do Oscara dla najlepszego aktora drugoplanowego zdobył dzięki roli szarifa Alego ibn el Kharisha w przygodowym dramacie wojennym Davida Leana Lawrence z Arabii (Lawrence of Arabia, 1962) u boku Petera O’Toole’a, Aleca Guinnessa i Anthony’ego Quinna.
Wystąpił jako hiszpański duchowny Francisco w dramacie wojennym A oto koń siny (Behold a Pale Horse, 1964) z udziałem Gregory’ego Pecka i Anthony’ego Quinna, jugosłowiański patriota Davich w komediodramacie Terence’a Rattigana Żółty Rolls-Royce (The Yellow Rolls-Royce, 1964) z Ingrid Bergman, Rexem Harrisonem, Shirley MacLaine, Alainem Delonem i Jeanne Moreau, mongolski zdobywca Czyngis-chan w dramacie przygodowym Dżingis chan (Genghis Khan, 1965) ze Stephenem Boydem i Ahmed w przygodowym dramacie historycznym Mamelukowie (El mamalik, 1965). Tytułowa kreacja lekarza Jurija Andriejewicz Żywago w ekranizacji powieści Borisa Pasternaka Doktor Żywago (Doctor Zhivago, 1965) w reżyserii Davida Leana przyniosła mu nagrodę Złotego Globu dla najlepszego aktora w filmie dramatycznym. W musicalu Zabawna dziewczyna (Funny Girl, 1968) z Barbrą Streisand zagrał układnego żydowskiego gangstera hazardzistę Nicka Arnsteina.
Wystąpił jako Colorado w westernie J. Lee Thompsona Złoto MacKenny (Mackenna’s Gold, 1969), Abel Zacharia we francusko–włoskim dramacie kryminalnym neo-noir Henriego Verneuila Cenny łup (Le casse, 1971) z Jean-Paulem Belmondo, sowiecki dyplomata Fiodor Swierdłow w melodramacie Blake’a Edwardsa Ziarnko tamaryszku (The Seed Tamarind, 1974), kapitan Nemo we włosko–hiszpańsko–francusko–kameruńskim filmie przygodowym Juana Antonio Bardema i Henriego Colpiego Tajemnicza wyspa (L’isola misteriosa e il capitano Nemo, 1973) na podstawie powieści Juliusza Verne’a,  hazardzista Nicky Arnstein w sequelu Herberta Rossa Zabawna dama (Funny Lady, 1975) i komedii kryminalnej Blake’a Edwardsa Różowa Pantera kontratakuje (Pink Panther Strikes Again, 1976) i Meno Argenti w brytyjskim dramacie przygodowym Zielony lód (Green Ice, 1981) z Ryanem O’Nealem. 
W 1983 zadebiutował na scenie w Brighton jako książę regent Charles w przedstawieniu Terence’a Rattigana Książę i aktoreczka. Powrócił na ekran jako agent Cedric w parodii filmów szpiegowskich Jima Abrahamsa, Davida i Jerry’ego Zuckera Ściśle tajne (Top Secret!, 1984) z Valem Kilmerem, Raszid Saud w dreszczowcu Jeannota Szwarca Wielki skok (Grand Larceny, 1987) z Marilu Henner, sułtan w dramacie historyczno–przygodowym Boba Rafelsona Góry Księżycowe (Mountains of the Moon, 1990), Melchisedek w dramacie przygodowym fantasy Johna McTiernana Trzynasty wojownik (The 13th Warrior, 1999) z Antonio Banderasem, Khalil Gibran w komedii Krok w stronę raju (Heaven Before I Die, 1997) i szejk Rijad w westernie Joe Johnstona Hidalgo – ocean ognia (Hidalgo, 2004) z Viggo Mortensenem.
Występował także w produkcjach telewizyjnych, w tym Dalekie pawilony (The Far Pavilions, 1984), Harem (1984), Podróże Guliwera (Gulliver's Travels, 1996) i miniserialu Piotr Wielki (Peter the Great, 1986) w roli księcia Fiodora Romodanowskiego.
W 2003 zdobył uznanie krytyków za tytułową rolę muzułmańskiego sklepikarza we francuskim filmie Pan Ibrahim i kwiaty Koranu (Monsieur Ibrahim et les fleurs du Coran). W ekranizacji Księgi Estery – Jedna noc z królem (One Night with the King, 2006) wystąpił jako książę Memuchan, jeden z niewielu prawdziwie lojalnych książąt perskich, a w miniserialu ABC Dziesięcioro przykazań (The Ten Commandments, 2006) został obsadzony w roli Jetro.
Zasiadał w jury konkursu głównego na 47. MFF w Wenecji (1990). Otrzymał Honorowego Złotego Lwa za całokształt twórczości na 60. MFF w Wenecji (2003).

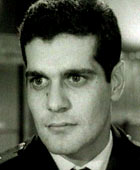
Omar Sharif, 1961

### Brydż
Był jednym z najlepiej rozpoznawalnych brydżystów na świecie. Przez kilka lat współredagował kolumnę poświęconą brydżowi w dzienniku „Chicago Tribune”. Był także autorem wielu książek na temat brydża, udzielił licencji na użycie swojego imienia w brydżowej grze komputerowej wydanej na platformę DOS w 1993. Gra Omar Sharif Bridge była nadal sprzedawana pod system Windows oraz platformy mobilne. Przez wiele lat jego partnerem na międzynarodowych zawodach był trener amerykańskiego futbolu Tommy Prothro.
W 1967 zorganizował francusko-włoską drużynę zawodowych brydżystów, rozgrywającą mecze podczas tras konkursowych z czołowymi drużynami narodowymi lub reprezentującymi miasta, nazwaną  Cyrkiem Sharifa (ang. Sharif Bridge Circus).  Poza Sharifem  grali w niej Giorgio Belladonna (Włochy), Claude Delmouly (Francja), Benito Garozzo (Włochy), Leon Yallouze (Francja) oraz – od 1970 r. – Pietro Forquet (Włochy).
Podczas pierwszej podróży w latach 1967–1968 Cyrk Sharifa odwiedził Holandię, Belgię, Włochy, Wielką Brytanię oraz 6 miast Ameryki Północnej (Montreal, Toronto, Los Angeles, Dallas, Nowy Orlean i Nowy Jork).  W Stanach Zjednoczonych do podróżującego Cyrku Sharifa dołączyła drużyna Asów z Dallas i rozgrywane były trójmecze między Cyrkiem, Asami i drużyną lokalną. Większość meczów wygrała drużyna Sharifa.
Drugą podróż w 1970 Cyrk Sharifa rozpoczął meczem rozegranym w Londynie przeciwko drużynie Jeremiego Flinta i Jonathana Cansino. Mecz wygrała drużyna Sharifa. 
Następnie Cyrk udał się do Stanów Zjednoczonych (Chicago, Los Angeles, Saint Paul, Dallas, Detroit i Filadelfia) i Kanady (Winnipeg). W każdym mieście Cyrk rozgrywał mecze przeciwko najlepszej drużynie lokalnej oraz 120-rozdaniowy fragment meczu z drużyną Asów z Dallas (zatem cały mecz Cyrk kontra Asy składał się z 840 rozdań).
Cyrk Sharifa wygrał 3 mecze z 7 rozegranych przeciwko drużynom lokalnym (w Chicago, Winnipeg i Saint Paul), a mecz przeciwko Asom z Dallas zakończył się wynikiem 1692:1793 IMP na korzyść Asów.  Gracze Cyrku Sharifa podczas wszystkich rozgrywek stosowali system Blue Team Club.

### Hazard
Sharif regularnie odwiedzał kasyna we Francji, gdzie raz pobił pracownika kasyna po przegranej tysięcy dolarów w jednym obstawieniu w ruletce.
5 sierpnia 2003 został skazany na miesiąc więzienia w zawieszeniu, 1700 dolarów grzywny i 340 dolarów odszkodowania za uderzenie francuskiego policjanta w paryskim kasynie w lipcu tego roku. Policjant interweniował, kiedy doszło do kłótni pomiędzy grającym w ruletkę Omarem a krupierem.
W 2006 zadeklarował, że kończy z brydżem, ponieważ nie chce być sługą żadnej ze swoich pasji z wyjątkiem pracy. Woli także więcej przebywać z rodziną, ponieważ nie poświęcał jej wystarczająco wiele czasu.

## Życie prywatne
5 lutego 1955 zawarł związek małżeński z egipską gwiazdą Fatin Hamamą i konwertował z katolicyzmu na islam, dzięki temu stał się popularny w świecie arabskim. Małżeństwo to rozpadło się w 1974, lecz do tego czasu Sharif sam już był znanym aktorem. Miał syna Tarika (ur. 1957).

### Śmierć
W maju 2015 „Los Angeles Times” poinformował, że Sharif cierpi na chorobę Alzheimera. 10 lipca 2015 zmarł w szpitalu w Kairze na zawał serca w wieku 83 lat.

## Filmografia
- 1954 Sira fi al-Wadi
- 1954 Szajtan as-Sahra
- 1955 Ajjamuna al-hulwa
- 1956 Sira fi al-Mina
- 1956 La châtelaine du Liban
- 1957 Ard as-salam
- 1958 Szati al-asrar
- 1958 La anam
- 1958 Goha
- 1959 Sira fi an-Nil
- 1959 Mau'id ma'a al-madżhul
- 1959 Fadiha fi Az-Zamalik
- 1960 Bidaja wa-nihaja
- 1961 Nahr al-hubb
- 1961 Isza'at hubb
- 1961 Fi bajtina radżul
- 1962 Lawrence z Arabii (Lawrence of Arabia)
- 1964 Upadek Cesarstwa Rzymskiego (The Fall of the Roman Empire)
- 1964 Żółty Rolls-Royce (The Yellow Rolls-Royce)
- 1964 A oto koń siny (Behold a Pale Horse)
- 1965 Doktor Żywago (Doctor Zhivago)
- 1965 Dżingis chan (Genghis Khan)
- 1965 Niewiarygodne przygody Marco Polo (La Fabuleuse aventure de Marco Polo)
- 1966 Noc generałów (The Night of the Generals)
- 1966 Mak również jest kwiatem (The Poppy Is Also a Flower)
- 1967 Był sobie raz (C'era una volta...)
- 1968 Zabawna dziewczyna (Funny Girl)
- 1968 Mayerling
- 1969 Złoto MacKenny (Mackenna's Gold)
- 1969 Che!
- 1969 Spotkanie (The Appointment)
- 1971 Jeźdźcy (The Horsemen)
- 1971 Ostatnia dolina (The Last Valley)
- 1971 Le Casse
- 1972 Le Droit d'aimer
- 1973 La Isla misteriosa y el capitán Nemo
- 1974 Britannic w niebezpieczeństwie (Juggernaut)
- 1974 Ziarnko tamaryszku (The Tamarind Seed)
- 1975 Zabawna dama (Funny Lady)
- 1976 As z rękawa (Ace Up My Sleeve)
- 1979 Krwawa linia (Bloodline)
- 1979 Ashanti
- 1980 S*H*E
- 1980 Pałac gier (Pleasure Palace)
- 1980 Niebiański pies (Oh, Heavenly Dog!)
- 1980 The Baltimore Bullet
- 1981 Inchon
- 1981 Zielony lód (Green Ice)
- 1983 La Martingale (Machen Sie Ihr Spiel)
- 1983 Ajjub
- 1984 Ściśle tajne (Top Secret!)
- 1985 Harem
- 1986 Piotr Wielki (Peter the Great)
- 1986 Anastazja: Tajemnica Anny (Anastasia: The Mystery of Anna)
- 1987 Wielki skok (Grand Larceny)
- 1988 Błękitne piramidy (Les Pyramides bleues)
- 1988 Biesy (Les Possédés)
- 1988 Klucze do wolności (Keys to Freedom)
- 1989 Quattro piccole donne
- 1990 Viaggio d’amore
- 1990 Le Roi de Patagonie
- 1990 Złodziej tęczy (The Rainbow Thief)
- 1991 Al-Aradżuz
- 1992 Tengoku no Taizai
- 1992 Mayrig
- 1992 Prawo pustyni (Beyond Justice)
- 1993 Dehk, we leab we gad we hob (Laughter, Games, Seriousness and Love)
- 1993 588 Rue Paradis
- 1995 Katarzyna Wielka (Katharina die Große)
- 1996 Umm Kulsum
- 1996 Podróże Guliwera (Gulliver's Travels)
- 1997 Krok w stronę raju (Heaven Before I Die)
- 1998 Tajemnice Egiptu (Mysteries of Egypt)
- 1999 Trzynasty wojownik (The 13th Warrior)
- 2001 Kurator (The Parole Officer)
- 2003 Pan Ibrahim i kwiaty Koranu (Monsieur Ibrahim et les fleurs du Coran)
- 2004 Hidalgo – ocean ognia (Hidalgo)
- 2005 Święty Piotr (San Pietro)
- 2006 Dziesięcioro przykazań (The Ten Commandments)
- 2008 10 000 BC: Prehistoryczna legenda (10,000 BC) – narrator
- 2009 Al-musafir
- 2013 Rock the Casbah
- 2015 1001 Inventions and the World of Ibn Al-Haytham

### Nagrody
| Rok  | Tytuł                                         | Rola                                    | Reżyser                            |
| ---- | --------------------------------------------- | --------------------------------------- | ---------------------------------- |
| 1963 | Złoty Glob                                    | Najbardziej obiecujący nowicjusz        | Lawrence z Arabii (1962)           |
| 1963 | Złoty Glob                                    | Najlepszy aktor drugoplanowy            | Lawrence z Arabii (1962)           |
| 1966 | Złoty Glob                                    | Najlepszy aktor w filmie dramatycznym   | Doktor Żywago (1965)               |
| 1969 | Bambi                                         | Najlepszy aktor międzynarodowy          | Był sobie raz (1967)               |
| 2003 | 60. Międzynarodowy Festiwal Filmowy w Wenecji | Honorowy Złoty Lew za całokształt pracy | –                                  |
| 2003 | 60. Międzynarodowy Festiwal Filmowy w Wenecji | Najlepszy aktor                         | Pan Ibrahim i kwiaty Koranu (2003) |
| 2004 | César                                         | Najlepszy aktor                         | Pan Ibrahim i kwiaty Koranu (2003) |